# Cinca
Der Cinca (spanisch Río Cinca, lateinisch Cynga) ist mit 170 km der längste Nebenfluss des Segre im Nordosten Spaniens.
Er entspringt im spanischen Pyrenäengebiet nahe der französischen Grenze im Nationalpark Ordesa y Monte Perdido. Mehrere Wasserfälle des mit 3355 msnm dritthöchsten Pyrenäenberges Monte Perdido speisen den Karsee Lago Tucarroyal, dessen Abfluss den Beginn des Flusslaufes markiert.
Der Cinca fließt zunächst durch das Valle de Pineta in Richtung Südosten, nimmt im weiteren Verlauf viele Gebirgsbäche der Pyrenäenausläufer Sierra Marqués, Sierra de las Sucas, Sierra de Chìa, Sierra Sardanera und Sierra Ferrera auf und zwängt sich durch den Cañon Desfiladero de las Desvoltas.

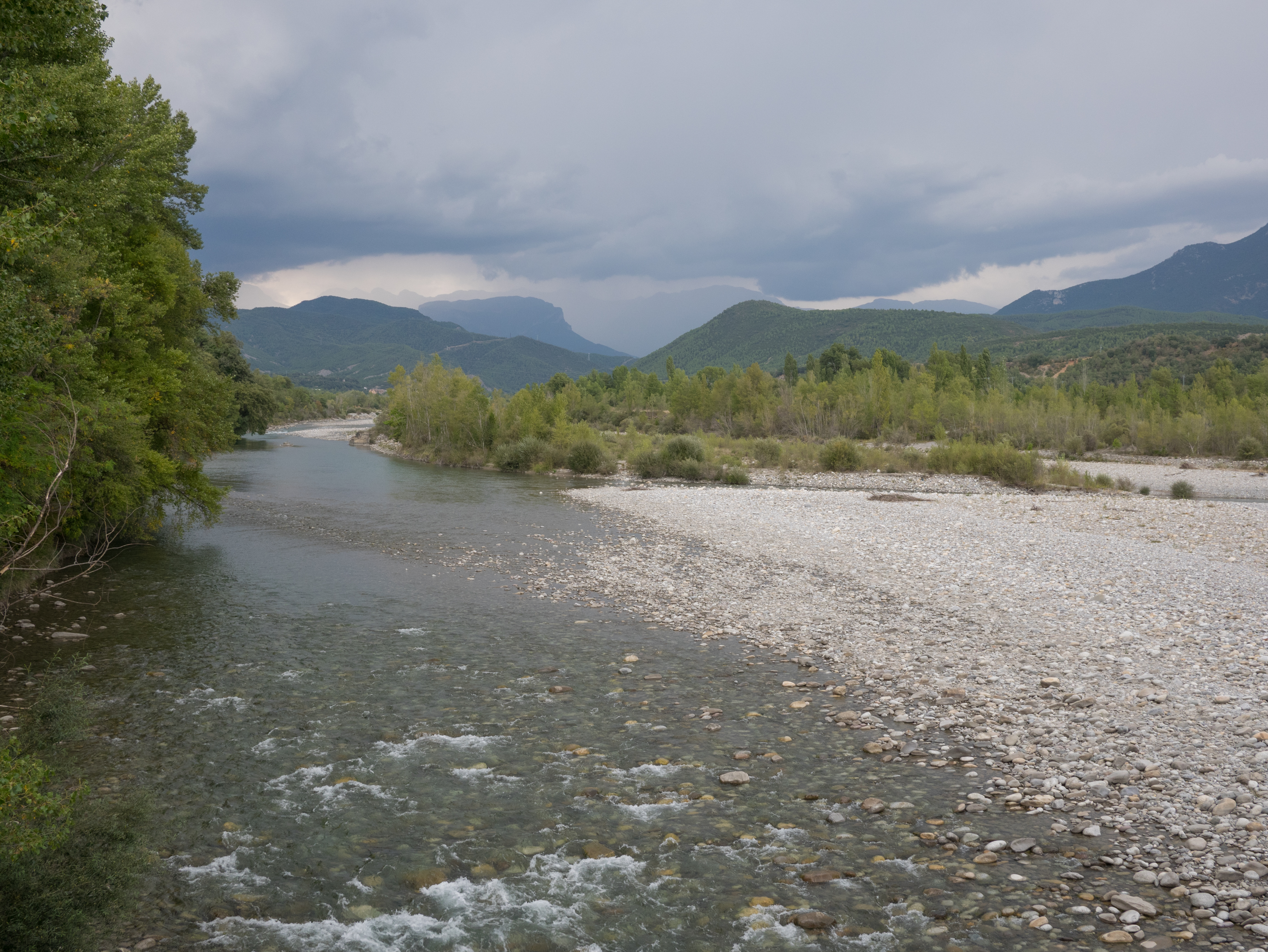
Der Cinca bei Aínsa

Nach Passieren der Kleinstadt Aínsa an der Mündung des Flusses Ara weitet sich der Fluss zum Stausee Embalse de Mediano (ca. 10 km lang und ca. 2 km breit), dessen Staumauer die Enge der Schlucht Desfiladero de Entremón nutzt. Nur wenige Kilometer flussabwärts wird der Cinca erneut gestaut. Die Talsperre Embalse de El Grado ist etwa 15 km lang und dient dem Hochwasserschutz und der Trinkwassergewinnung. Die Kanäle Canal de Aragón y Cataluña und Canal del Cinca zweigen vom El Grado-Stausee ab und gewährleisten die Bewässerung der landwirtschaftlichen Kulturen in den eher trockenen Landstrichen zwischen Huesca, Barbastro und Lleida.
Nahe der Stadt Barbastro wird die Umgebung flacher, der Cinca fließt in einem breiteren, noch weitgehend naturbelassenem Bett. Südlich der Stadt Fraga bildet der Cinca auf den letzten Kilometern vor der Mündung in den Segre (der seinerseits nach kurzer Strecke in den Ebro fließt) die Grenze zwischen den Autonomen Regionen Aragonien und Katalonien.
Nach dem Fluss Cinca sind die Bezirke Bajo Cinca (Niederer Cinca) und Cinca Medio (Mittlerer Cinca) benannt. Das Flusstal ist Weinanbaugebiet und heißt D.O. Valle del Cinca.